# Yvette Zié
Yvette Zié, née le 23 mars 1993, est une lutteuse burkinabé.

## Carrière
Yvette Zié est médaillée d'argent dans la catégorie des moins de 65 kg aux championnats d'Afrique 2019 à Hammamet.

## Palmarès
| Année | Compétition            | Lieu     | Résultat | Catégorie |
| ----- | ---------------------- | -------- | -------- | --------- |
| 2019  | Championnats d'Afrique | Hammamet | 2e       | - 65 kg   |
| 2020  | Championnats d'Afrique | Alger    | 3e       | - 76 kg   |